# Corneille à tête brune
Corvus fuscicapillus
Espèce
Statut de conservation UICN

 LC  : Préoccupation mineure
La Corneille à tête brune (Corvus fuscicapillus) est une espèce d'oiseaux de l'ordre des Passeriformes et de la famille des Corvidae, endémique à l'Indonésie.

## Description
Mesurant 45 cm, c'est un corvidé de taille moyenne avec une queue courte à bout carré et un bec massif et fortement arqué. Le mâle possède un plumage noir brillant, à l'exception de la tête et du cou de couleur brun foncé ; l'iris est bleu et le bec et les pattes sont noirs. La femelle est similaire au mâle, mais possède un bec jaune à l'extrémité (et parfois la base) noire. Le juvénile a un plumage plus ébouriffé et plus brun que l'adulte, avec le bec jaune.

## Répartition et habitat
La Corneille à tête brune est présente dans les îles Aru, l'île de Waigeo et celle de Pulau Gemien, ainsi que sur la côte nord-ouest de la Papouasie occidentale.
Elle fréquente les plaines et les piémonts, dans la forêt pluviale et dans les mangroves.

## Écologie et comportement
L'oiseau est rare dans sa zone de répartition et sa biologie est mal connue.
Elle se nourrit de fruits. Elle cherche sa nourriture dans la canopée, seule, en couple ou en petits groupes. 
Aucune information n'est disponible sur sa reproduction.
Elle émet des croassements rauques, étirés et dissyllabiques, transcrits gakock gakock, ainsi que des cris , tous plus graves que ceux du Corbeau de Torres.

## Taxonomie
Elle a été décrite par le naturaliste britannique George Robert Gray en 1859.